# Алекперова, Насиба Али кызы
Насиба Али кызы (Алиевна) Алекперова (азерб. Nəsibə Əli qızı Ələkbərova; 1914, Шемахы, Бакинская губерния — май 1988) — азербайджанский советский палеонтолог, кандидат биологических наук (1948), исследователь позднетретичных и четвертичных млекопитающих Кавказа.

## Биография
Насиба Алекперова родилась в 1914 году в городе Шемаха Бакинской губернии Российской империи. Среднее образование получила в своём родном городе. В 1938 году поступила на биологический факультет Азербайджанского государственного университета. В 1944—1948 годах была аспиранткой кафедры геологии и палеонтологии Азербайджанского государственного университета.
В 1948 году Алекперова защитила кандидатскую диссертацию на тему «Найденный в бинагадинских кировых отложениях олень». Область научных интересов Насибы Алекперовой в основном была связана с изучением фауны позвоночных Бинагадинского четвертичного периода и западного Азербайджана. С 1949 года работала старшим научным сотрудником в Музее естественной истории в Баку. Основная научная деятельность Алекперовой в музее была связана с изучением истории формирования, палеогеографического распространения обнаруженных на месте бывшего Кавказского пролива оленевых, восстановления останков благородных оленей в западном Азербайджане.
В результате точных палеонтологических исследований, проведенных Насибой Алекперовой, были исследованы образ жизни, биоценоз и причины вымирания видов оленей, обитавших в позднем плиоцене. Она также являлась редким палеонтологом, изучавшим оленьи рога. На эту тему была опубликована статья Алекперовой. Насиба Алекперова — автор 40 научно-исследовательских отчётов и научных статей, в том числе 6 монографий.
Скончалась Насиба Алекперова в мае 1988 года.

## Новые таксоны
- † Cervus elaphus binagadensis (Alekperova, 1950)[3]
- † Saiga binagadensis (Alekperova, 1953)[4]

## Научные работы
Статьи
- Алекперова Н. А. Сравнение черепа ископаемого бинагадинского оленя (Cervus elaphus binagadensis subsp nova) с современным пятнистым оленем (Cervus (sica) nippon Temminck) // Изв. АН Азерб. ССР. — Баку, 1950. — № 8. — С. 53—60.
- Алекперова Н. А. Описание черепа ископаемой бинагадинской сайги (Saiga binagadensis sp. nova) // Изв. АН Азерб. ССР. — Баку, 1953. — № 4. — С. 65—71.
- Алекперова Н. А. Находка нового для Азербайджана оленя Cervus (Rusa) из верхнеплиоценовых отложений // Изв. АН Азерб. ССР. — Баку, 1964. — № 2. — С. 59—62.